# Krotíri
Krotíri (en grec moderne : Κρωτήρι) est un village grec[réf. souhaitée] situé sur la côte nord de l'île de Paros. Lors du recensement de 2011 la population était de 84 habitants.